# European School of Oncology
La European School of Oncology (dall'inglese: Scuola europea di oncologia), abbreviata come ESO, è un ente che offre formazione continua in campo medico ai professionisti dell'oncologia, con particolare attenzione alle aree dell'Europa centrale e orientale e della regione dei Balcani.
È un'organizzazione senza scopo di lucro, con sede a Milano, finanziata in modo indipendente attraverso due fondazioni: la Fondazione ESO (ESOF) e la Fondazione per la Formazione Oncologica (FFO), principalmente attraverso un lascito a favore della Scuola effettuato dagli ultimi membri superstiti della famiglia Necchi-Campiglio.

## Storia
La scuola è stata fondata nel 1982 da Umberto Veronesi, un chirurgo italiano specializzato in senologia e direttore scientifico dell'Istituto Nazionale dei Tumori di Milano. L'idea, delineata per la prima volta nel 1981 al congresso di fondazione della Società Europea di Oncologia Chirurgica, era quella di una scuola permanente interdisciplinare e internazionale, libera da influenze non mediche e in linea con le tradizioni mediche del "Vecchio continente" europeo, che erano considerate diverse dalla cultura medica statunitense, poiché ponevano maggiore enfasi sull'importanza terapeutica del rapporto medico-paziente.
La leadership scientifica fondatrice della scuola proveniva da una serie di discipline oncologiche e Paesi europei. Tra questi c'erano Michael Peckham, un radioterapista con sede nel Regno Unito e co-fondatore della Società Europea di Radioterapia e Oncologia; Herbert Pinedo, un leader nella specializzazione emergente dell'oncologia medica, con sede nei Paesi Bassi e autore delle prime edizioni di Cancer Chemotherapy; Franco Cavalli, un ematologo svizzero e membro fondatore della European Society for Medical Oncology; Louis Denis, un urologo e membro fondatore del gruppo genito-urinario dell'European Organisation for Research and Treatment of Cancer; e lo stesso Umberto Veronesi, un chirurgo italiano specializzato in chirurgia mammaria, che aveva sviluppato e sperimentato la tecnica della quadrantectomia per la chirurgia conservativa del seno e avviato i primi studi sull'impatto della chemioterapia adiuvante nel carcinoma mammario operabile.

## Educazione all'assistenza multiprofessionale per il cancro
Il primo corso di oncologia dell'ESO fu erogato nel 1982 a Castello di Pomerio, vicino a Milano. Il corpo docente era composto dalla maggior parte dei fondatori della scuola e il corso trattava i principi della gestione dei principali tumori da un punto di vista multidisciplinare.
Nei primi anni la scuola si è concentrata su corsi post-laurea in oncologia medica, che all'epoca era considerata in gran parte d'Europa come una branca della medicina interna, piuttosto che una specializzazione che richiedeva un proprio curriculum e qualifiche specifiche.
Dal 2001, la scuola ha iniziato a concentrare gran parte del suo lavoro sui paesi dell'Europa centrale e orientale e della regione dei Balcani, dove i tassi di sopravvivenza al cancro erano notevolmente inferiori rispetto all'Europa occidentale e all'Europa settentrionale.
Ha inoltre iniziato ad ampliare le sue aree di lavoro per dare sostegno agli oncologi nelle diverse fasi della loro carriera, a partire dal momento in cui terminano la scuola di medicina.
Nel 2002 l'ESO ha tenuto il primo corso di master di cinque giorni in oncologia clinica.
Nel 2004 ha avviato un corso estivo di oncologia per studenti di medicina.
Nel 2008 è stato avviato il programma di apprendimento a distanza e-ESO, per aumentare l'accesso globale alla formazione oncologica.
Nel 2012 l'ESO ha lanciato un programma dedicato a professori ospiti, principalmente per sostenere gli istituti clinici nell'Europa orientale e nella regione dei Balcani
Nel 2013 ha aggiunto un programma di borse di studio per la formazione clinica presso centri di eccellenza in tutta Europa, e ha anche istituito certificati di competenza come qualifiche specialistiche nel linfoma, cancro al seno, cancro gastrointestinale e un certificato di studi avanzati in cancro ai polmoni, che si svolgono in collaborazione con l'Università di Ulm, l'Università di Zurigo e l'Università della Svizzera italiana.
Nel 2020 la scuola ha istituito il college ESO ESCO, per riunire tutte queste diverse iniziative in una struttura che gli ex studenti possano seguire passo dopo passo.

## Affiliazioni
L'ESO è membro dell'Unione Internazionale contro il Cancro e dell'Organizzazione Europea contro il Cancro.

## Pubblicazioni
La rivista ufficiale dell'ESO è Critical Reviews in Oncology/Hematology, che pubblica articoli di revisioni critiche in tutti i campi dell'oncologia e dell'ematologia, nonché revisioni e ricerche originali nel campo dell'oncologia geriatrica.

## Premi
Da marzo 2017 l'ESO assegna l'Umberto Veronesi Memorial Award, un premio che viene assegnato ogni due anni in onore di Umberto Veronesi, uno dei co-fondatori dell'ESO. I vincitori sono stati:
- 2017: Giuseppe Curigliano (direttore della Divisione di Terapia Sperimentale presso l'Istituto Europeo di Oncologia di Milano);
- 2019: Lesley Fallowfield (professoressa di psico-oncologia e direttrice del gruppo Sussex Health Outcomes Research & Education in Cancer (SHORE-C) presso la Scuola Medica del Brighton & Sussex);
- 2021: Fatima Cardoso (direttrice della Unità di Senologia  del Champalimaud Clinical Center, di Lisbona; presidentessa di ABC Global Alliance);
- 2023: Benjamin Olney Anderson (funzionario medico, responsabile della lotta contro il cancro presso la Global Breast Cancer Initiative (GBCI) nella sede centrale dell'OMS a Ginevra).